# Peloponnesos

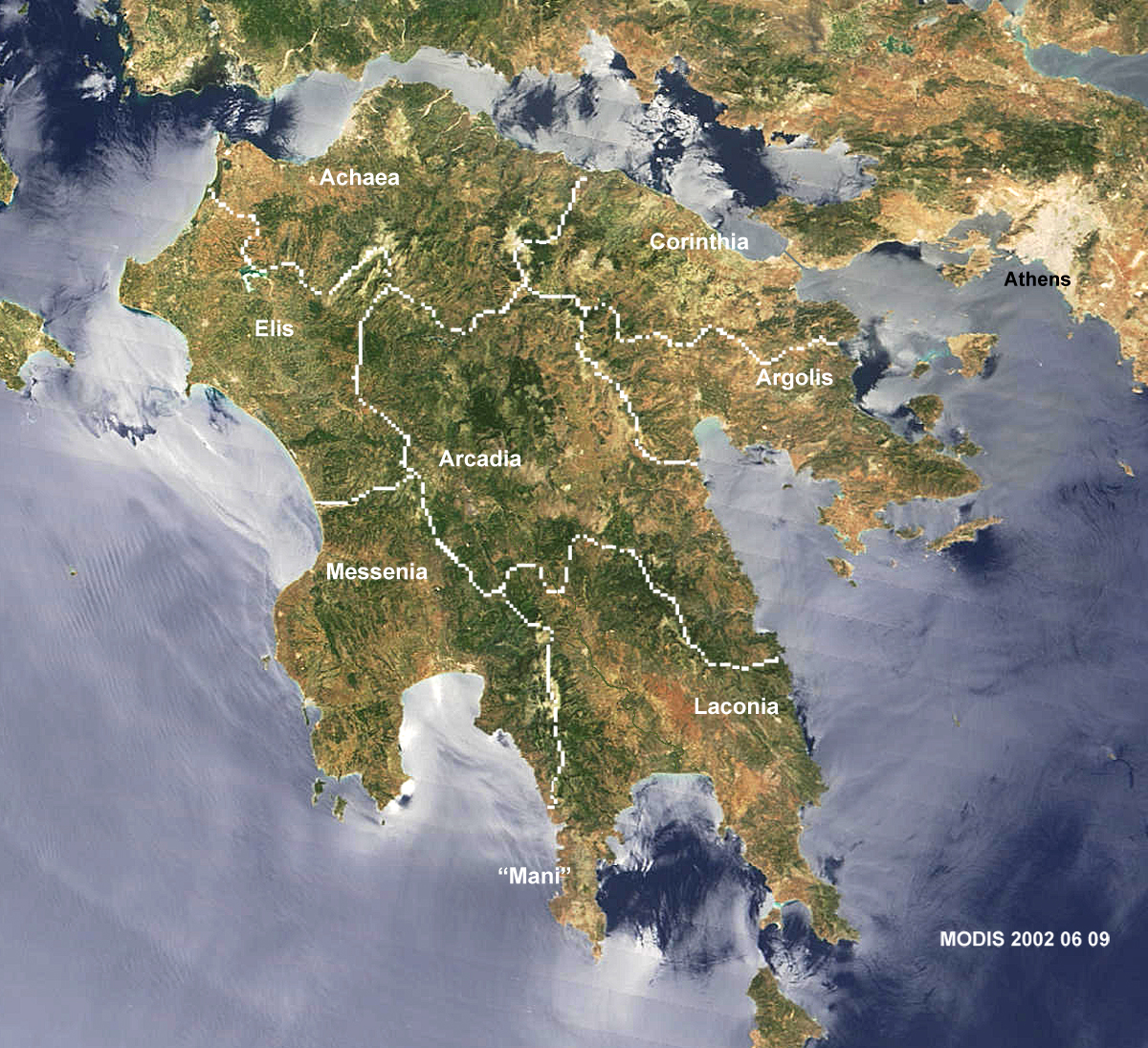
Satellietfoto van de Peloponnesos

De Peloponnesos of Peloponnesus (Grieks: Πελοπόννησος, Pelopónnèsos) is het grootste schiereiland van Griekenland, en ligt ten zuiden van het Griekse vasteland. Het wordt daarvan gescheiden door de Golf van Korinthe en de Golf van Egina en ermee verbonden door de landengte van Korinthe. Deze landengte wordt doorsneden door het Kanaal van Korinthe. Hierdoor is de Peloponnesos volledig omgeven door water. De oppervlakte van het (schier)eiland bedraagt 21.379 km². Het aantal inwoners bedroeg in 2011 1.155.019.

## Naamgeving
Het is genoemd naar de Griekse held Pelops, het woord nèsos betekent eiland, hoewel de Peloponnesos een schiereiland is. Bij de uitspraak van de Griekse naam Pelopónnisos ligt de hoofdklemtoon op de derde lettergreep. Sinds de middeleeuwen wordt de Peloponnesos ook wel Morea genoemd.

## Geschiedenis
In de oudheid was de Peloponnesos onder andere van belang vanwege het feit dat de stad Sparta, lange tijd een rivaal van Athene, hier lag. De ruïnes van de oude stad liggen dicht bij de plaats Mystras. Verder was het oude Korinthe ook een belangrijke stad. De ruïnes van deze oude stad, archaia Korinthos, liggen dicht bij de moderne stad Korinthe. Verder was het heiligdom van Hera, een godin uit de Griekse mythologie, te Argos ook beroemd. In diverse plaatsen op de Peloponnesos waren heiligdommen aan haar gewijd.

## Geografie
Het schiereiland heeft een bergachtig landschap met toppen tot meer dan 2000 meter. Vruchtbare akkers liggen tussen de bergketens. De Peloponnesos is onderverdeeld in landstreken. Enkele nederzettingen waren al bekend in de oudheid zoals Argolis, Arkadia en Lakonia. Maar ook plaatsen als Olympia, Sparta, Epidaurus, Mystras en Mycene gaan qua historie terug tot de oudheid. De Saronische Eilanden liggen ten oosten van het schiereiland en de Ionische Eilanden ten westen en zuiden ervan. Enkele ervan liggen niet ver van de kust, zoals het eiland Kythira bij de zuidoostelijke punt van de Peloponnesos. Het binnenland van de Peloponessos bestaat uit gebergte en wordt gevormd door het departement Arcadia, waar ook skigebieden liggen.

## Regio
Peloponnesos is ook de naam van een van de dertien periferieën van Griekenland (regio's). Deze regio bestrijkt maar ongeveer drie kwart van het schiereiland (15.490 van de 21.379 km²). Het overige is West-Griekenland op een klein stuk Attika na.

## Transport
Men kan per trein op het schiereiland rondreizen. De trein rijdt langzaam, vaak ongeveer 40 kilometer per uur. Er is een treinverbinding van het vliegveld in Athene naar Korinthe. Verder reizen veel Grieken veelal per 'poulman' (touringcars met airco). Deze bussen rijden regelmatig en zijn ten opzichte van de trein snel en goedkoop, hoewel in de binnenlanden de (haarspeld)bochten de rit doen vertragen.
Een groot deel van het schiereiland valt buiten de toeristische regio's van Griekenland. Veel delen hebben een rijke flora. In het zuidwesten rondom Kalamáta groeien duizenden olijfbomen.
De stad Patras in het noorden is de voornaamste havenstad, met een regelmatige veerverbinding met onder meer de Ionische eilanden Korfoe en Kefalonia. Bij Patras ligt de Rio-Antirriobrug over de Golf van Korinthe naar 'het vasteland' van Griekenland.

## Plaatsen op de Peloponnesos
- Amalias
- Argos
- Bassae
- Epidaurus
- Filiatra
- Gargaliani
- Githion
- Kalamáta
- Kalavryta, nu regio West-Griekenland
- Kato Ahea
- Korinthe (Korinthos)
- Koroni
- Kyparissia
- Mantinea
- Megalopolis
- Messinia
- Methone
- Mycene
- Mystras
- Nauplion (Nafplio)
- Nemea
- Olympia, nu regio West-Griekenland
- Patras (Patra), hoofdstad van de regio West-Griekenland
- Pirgos, nu regio West-Griekenland
- Pylos
- Sparta
- Tegea
- Tiryns
- Tripoli, hoofdstad van de regio Peloponnesos
- Vardha
- Tolo